# Íjászat az 1980. évi nyári olimpiai játékokon
Az 1980. évi nyári olimpiai játékokon az íjászatban két nagy távú összetett versenyszámban osztottak érmeket.

## Éremtáblázat
(A rendező ország csapata eltérő háttérszínnel, az egyes számoszlopok legmagasabb értéke, vagy értékei vastagítással kiemelve.)
| Az 1980. évi nyári olimpiai játékok éremtáblázata íjászatban | Az 1980. évi nyári olimpiai játékok éremtáblázata íjászatban | Az 1980. évi nyári olimpiai játékok éremtáblázata íjászatban | Az 1980. évi nyári olimpiai játékok éremtáblázata íjászatban | Az 1980. évi nyári olimpiai játékok éremtáblázata íjászatban | Olimpia  |
| ------------------------------------------------------------ | ------------------------------------------------------------ | ------------------------------------------------------------ | ------------------------------------------------------------ | ------------------------------------------------------------ | -------- |
|                                                              | Ország                                                       | Arany                                                        | Ezüst                                                        | Bronz                                                        | Összesen |
| 1.                                                           | Szovjetunió (URS)                                            | 1                                                            | 2                                                            | 0                                                            | 3        |
| 2.                                                           | Finnország (FIN)                                             | 1                                                            | 0                                                            | 1                                                            | 2        |
|                                                              |                                                              |                                                              |                                                              |                                                              |          |
| 3.                                                           | Olaszország (ITA)                                            | 0                                                            | 0                                                            | 1                                                            | 1        |
|                                                              |                                                              |                                                              |                                                              |                                                              |          |
| Összesen                                                     | Összesen                                                     | 2                                                            | 2                                                            | 2                                                            | 6        |

## Érmesek
| Az 1980. évi nyári olimpiai játékok érmesei íjászatban |                                                 |                                              |                                              |
| Versenyszám                                            | Arany                                           | Ezüst                                        | Bronz                                        |
| Férfi négytávú összetett                               | Tomi Poikolainen · Finnország (FIN) · 2455      | Borisz Iszacsenko · Szovjetunió (URS) · 2452 | Giancarlo Ferrari · Olaszország (ITA) · 2449 |
| Női négytávú összetett                                 | Ketevan Loszaberidze · Szovjetunió (URS) · 2491 | Natalja Butuzova · Szovjetunió (URS) · 2477  | Päivi Meriluoto · Finnország (FIN) · 2449    |

## Magyar részvétel
- Nagy Béla - 5.
- Balázs István - 28.
- Kovács Judit - 12.
- Szobi Margit - 21.